# جان برومفیلد
جان برومفیلد (انگلیسی: John Bromfield؛ ۱۱ ژوئن ۱۹۲۲ – ۱۹ سپتامبر ۲۰۰۵) یک هنرپیشه اهل ایالات متحده آمریکا بود.